# Esk (Dumfries e Galloway)

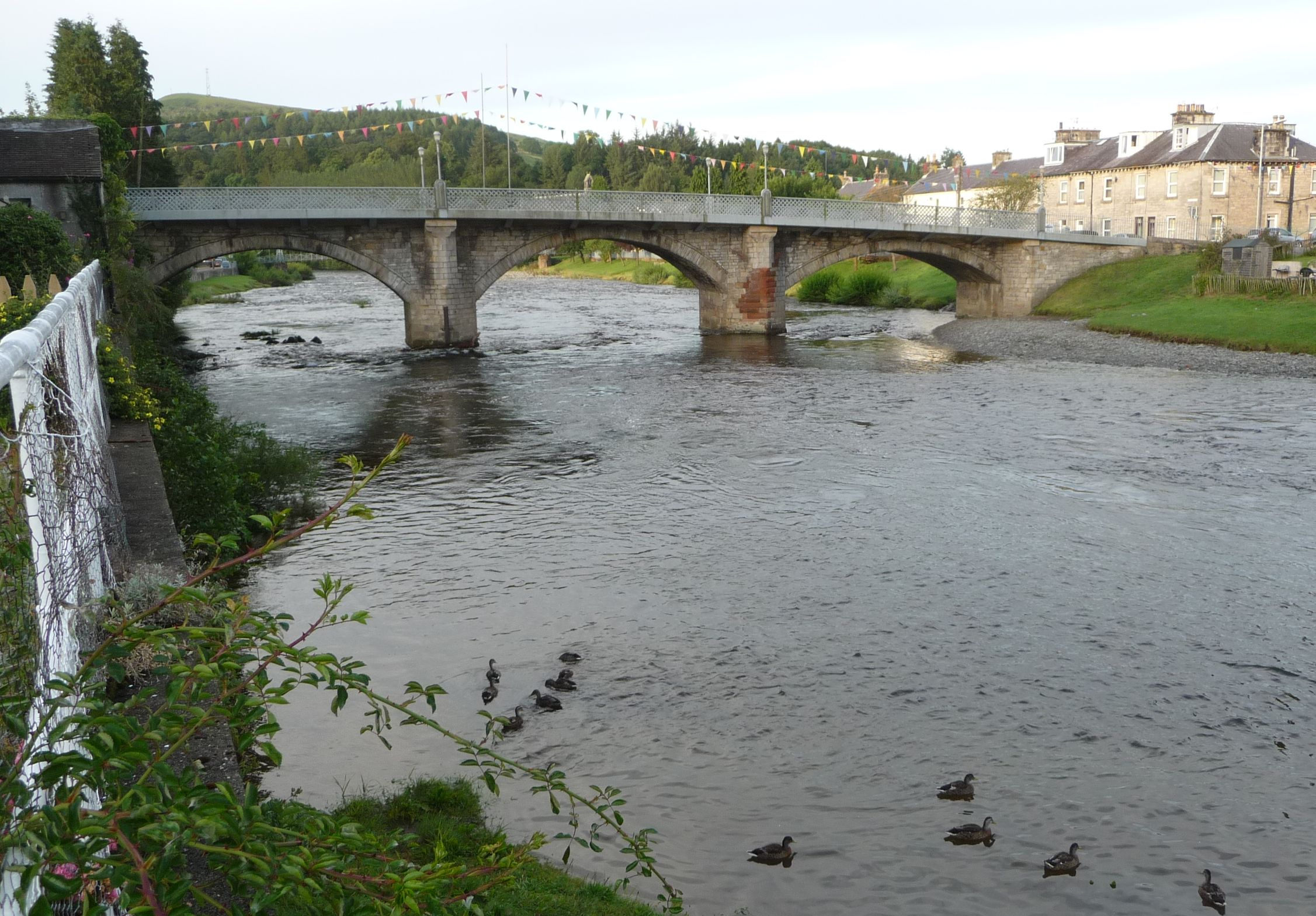
Fiume Esk a Langholm

L'Esk (in gaelico scozzese Easg), noto anche come Border Esk, è un fiume a Dumfries e Galloway, in Scozia, che entra nella contea inglese della Cumbria e sfocia nel Estuario del Solway.

## Corso
Il fiume nasce dalle colline a est di Moffat e i suoi due principali affluenti, l'Esk Nero e l'Esk Bianco, si fondono all'estremità meridionale della foresta di Castle O'er. Scorre verso sud-est attraverso Eskdale oltre Langholm prima di immettersi nel Liddel Water che definisce il confine tra Scozia e Inghilterra. Prima di oltrepassare Longtown il fiume entra in Inghilterra e si fonde con il fiume Lyne ed entra nell'estuario del Solway vicino alla foce del fiume Eden.
In passato era uno dei confini delle "Terre dibattute", come indicato dalla diga degli scozzesi.

## Affluenti
Procedendo a valle vengono descritti i vari affluenti dell'Esk.
L'Esk Bianco nasce quando le acque di Glendearg e Tomleuchar si fondono e poi fluiscono a sud attraverso la foresta di Eskdalemuir catturando quelle del Garwald Water a Garwaldwaterfoot, proseguendo, dal villaggio di Eskdalemuir, nella foresta di Castle O'er. Il fiume è affiancato dalla strada B709 per gran parte del suo percorso. Le sorgenti dell'Esk Nero sfociano nel bacino omonimo, dai piedi della cui diga, scorre a sud fino a Sandyford dove è attraversato dalla strada B723. Poi gira bruscamente a est e quindi a sud-est, passando per Castle O'er, per incontrare l'Esk Bianco per formare il fiume Esk.
Il Meggat Wate (da non confondere con Megget Water) è un affluente di sinistra dell'Esk che sorge al margine meridionale della Foresta Craik e scorre a sud, essendo unito dalle Stennies Water prima della sua confluenza con l'Esk. L'Ewes Water è un importante affluente di sinistra dell'Esk che entra in quest'ultimo a Langholm. Le sue sorgenti, Eweslees, Mosspaul e Carewoodrig Burns si fondono e scorrono verso sud come Ewes Water per diversi chilometri, unite da numerose ulteriori immissioni, la più significativa delle quali è la Meikledale Burn. La valle dell'Ewes Water è seguita dalla strada A7 da Carlisle a Edimburgo e da una linea di trasmissione elettrica. Wauchope Water è un affluente di destra dell'Esk che si unisce immediatamente a valle della confluenza di Ewes Water. Sorge quando Logan Water e Bigholms Burn si incontrano per 3 miglia (5 km) a sud-ovest di Langholm. Il Tarras Wate è un affluente di sinistra dell'Esk che lo incontra a 2,5 miglia (4 km) a sud di Langholm.
Il Liddel Water è un importante affluente che entra sulla sinistra tra Canonbie e Longtown. Forma il confine tra Scozia e Inghilterra per un po', così come il suo affluente, il Kershope Burn. Il fiume Lyne entra sulla sinistra a Lynefoot appena sopra il normale limite di marea della sezione estuariale dell'Esk. Il fiume Sark e il Kirtle Water entrano nell'estuario di marea dell'Esk rispettivamente a est e ovest di Gretna.